# Xestia diagrapha
Xestia diagrapha là một loài bướm đêm trong họ Noctuidae.